# Rußfarbener Milchling
Der Rußfarbene Milchling (Lactarius fuliginosus) ist eine Pilzart aus der Familie der Täublingsverwandten (Russulaceae). Es ist ein mittelgroßer Milchling mit einem feinsamtigen, graubraunen Hut, dessen Fleisch sich bei Verletzung rosa anfärbt. Man kann den Milchling von August bis Oktober in mehr oder weniger nährstoffreichen Rotbuchen- oder seltener auch in Fichtenwäldern finden. Der Milchling ist wegen seines schärflichen und bitteren Geschmacks ungenießbar. Er wird auch Rußiger oder Rußstieliger Milchling genannt.

## Merkmale

### Makroskopische Merkmale

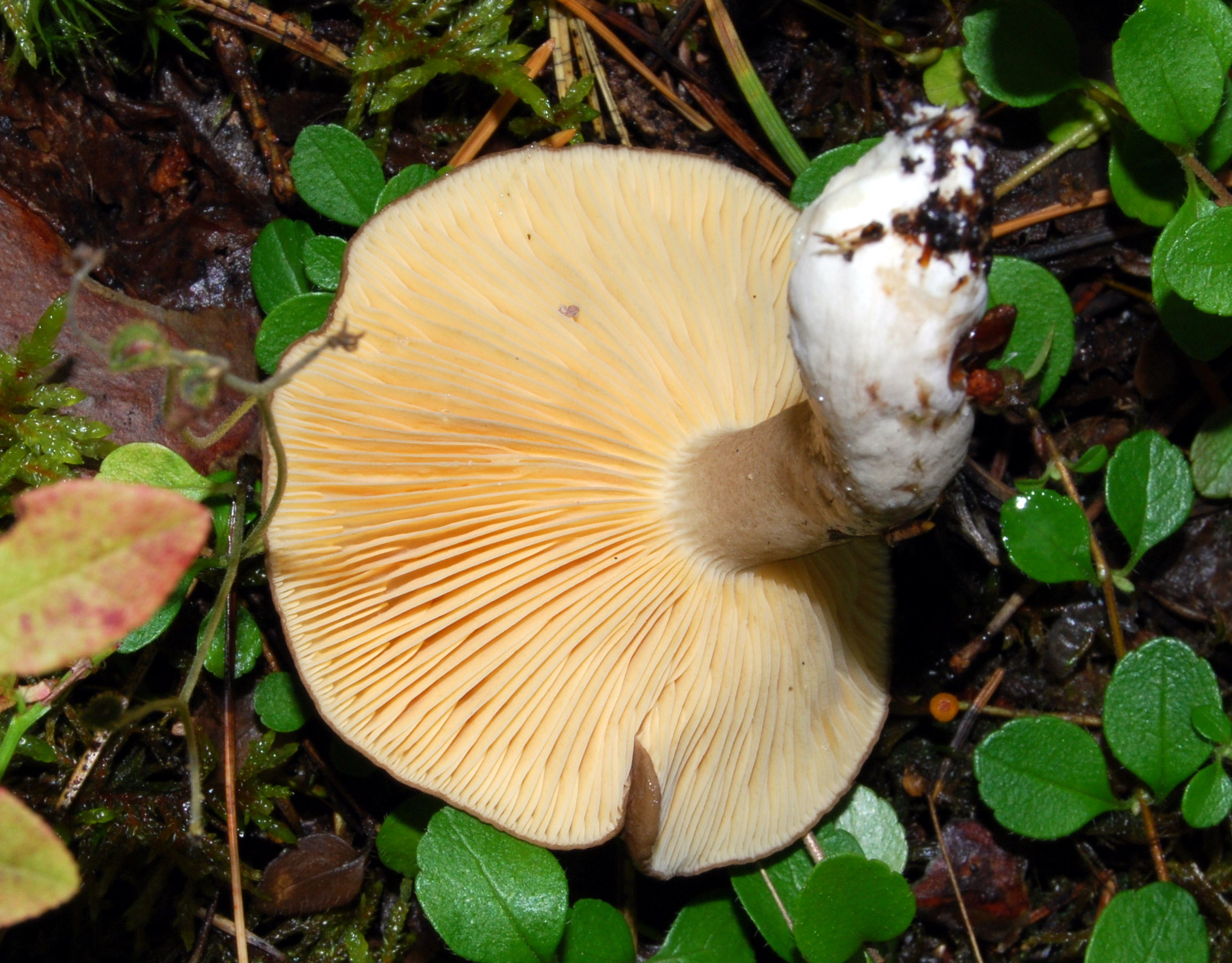
Die Lamellen sind bei Reife cremeocker und der Stiel an der Basis und unterhalb der Lamellen oft heller gefärbt.

Der dünnfleischige Hut ist 4–8 (10) cm breit, jung fast halbkugelig, später gewölbt bis ausgebreitet und im Alter mehr oder weniger trichterförmig vertieft. Die matt oder feinsamtig bis hirschlederartige Oberfläche ist nussbraun, umbrafarben oder dunkelgrau gefärbt, aber nie ganz schwarz. Meist ist der Hut mehr oder weniger einfarbig, manchmal hat er aber auch kleinere, dunklere Fleckchen. Der Rand ist lange eingebogen und glatt, im Alter auch teilweise leicht gekerbt.
Die häufig gegabelten Lamellen sind anfangs cremefarben, später cremeocker. Sie stehen mäßig gedrängt bis leicht entfernt und sind am Stiel breit angewachsen oder laufen leicht daran herab, ihre Schneiden sind glatt.
Der zylindrische Stiel ist 3–5 (8) cm lang und 0,8–1,5 (2) cm breit. Er ist jung voll, doch wird er schon bald kammerig-hohl. Die Oberfläche ist glatt, matt und hell graubraun und annähernd wie der Hut gefärbt. Zur Spitze und zur Basis hin ist er bisweilen heller gefärbt, mitunter hat er auch eine leicht olivfarbene Tönung, auch junge Fruchtkörper sind meist etwas heller als der Hut gefärbt.
Das weißliche Fleisch verfärbt sich im Anschnitt innerhalb 2–4 Minuten von der Stielbasis her lachsrosa, aber niemals so lebhaft karminrot wie es für den Rosaanlaufenden Milchling typisch ist. Der Geruch ist schwach und unauffällig, der Geschmack anfangs mild, dann schärflich und oft auch bitter und zusammenziehend. Die weißliche Milch rötet nur in Verbindung mit dem Fleisch. Sie schmeckt erst mild, dann bitter und nach 5–10 Sekunden schärflich bis scharf.

### Mikroskopische Merkmale
Die breitelliptischen bis rundlichen Sporen sind durchschnittlich 8,1–8,4 µm lang und 7,1–7,6 µm breit. Der Q-Wert (Quotient aus Sporenlänge und -breite) ist 1,0–1,2. Das Sporenornament wird bis zu 1,0 (1,5) µm hoch und besteht vorwiegend aus wenigen einzelnen, unregelmäßig geformten Warzen und gratig gezackten Rippen, die mehrheitlich netzartig verbunden sind. Der Hilarfleck ist mindestens im äußeren Teil, oft aber fast vollständig amyloid.
Die zylindrischen bis keuligen Basidien messen 40–60 × 8–12 µm und sind viersporig. Pleuro- und Makrozystiden fehlen, die Lamellenschneiden sind steril und mit zahlreichen, dünnwandigen, durchscheinenden, spindelförmig bis vielgestaltigen Parazystiden besetzt. Diese sind 25–55 µm lang und 5–7 µm breit.
Die Huthaut (Pileipellis) ist ein 50–100 µm dickes Trichoepithelium. Die zylindrischen Hyphenenden sind 20–60 µm lang und 5–8 µm breit. Die untere Huthautschicht (Subpellis) ist 10–20 µm dick und pseudoparenchymatisch. Sie besteht aus mehr oder weniger rundlichen Zellen. Manchmal kommen zwischen den Endzellen und den rundlichen oder isodiametrischen Zellen eine zusätzliche Schicht zylindrischer Zellen vor. Die Zellen der oberen Schichten enthalten intrazellulär ein braunes Pigment.

## Artabgrenzung
Die Arten der Sektion Plinthogali (Korallenmilchlinge) zu denen der Rußfarbene Milchling gehört, sind nicht immer leicht zu unterscheiden. Besonders der nahestehende und an vergleichbaren Standorten vorkommende Rauchfarbene Milchling (Lactarius azonites) sieht sehr ähnlich aus. Dieser hat jedoch einen unregelmäßig verbogenen, dickfleischigeren und meist helleren Hut und einen Stiel, der bedeutend heller gefärbt ist als der Hut und der mitunter sogar ganz weiß ist. Außerdem sind dessen Lamellen oft queradrig verbunden und das Fleisch rötet schneller.
Falls der Rußfarbene Milchling im Nadelwald wächst, könnte man ihn auch mit dem Pechschwarzen Milchling (Lactarius picinus) verwechseln, dessen Fruchtkörper aber deutlich dunkler bis fast schwarz gefärbt sind. Zudem hat sein Hut und sein Stiel eine samtigere Oberfläche und die Lamellen stehen gedrängter und sind bei jungen Fruchtkörpern nahezu weiß gefärbt.
Ebenfalls sehr ähnlich ist der Dunkelbraune Buchen-Milchling (Lactarius romagnesii), der von vielen Autoren für synonym gehalten wird. Beide Arten kommen an vergleichbaren Standorten vor und können nur mit dem Mikroskop sicher auseinandergehalten werden. Beim Rußfarbenen Milchling ist das Sporenornament höchstens 1,5 µm hoch, während es beim Dunkelbraunen Buchen-Milchling bis zu 2,5 µm hoch wird. Auch die Huthaut ist bei beiden Pilzen unterschiedlich aufgebaut. In der Natur kann man den Dunkelbraunen Buchen-Milchling daran erkennen, dass seine Milch beim Berühren gummiartige Fäden zieht.

## Ökologie
Der Rußfarbene Milchling ist ein Mykorrhizapilz, der in erster Linie mit Rotbuche, seltener auch mit Fichten eine symbiotische Partnerschaft eingeht. Sehr selten können auch andere Nadelbäume, Birken, Haselnuss oder Eichen als Wirt dienen.
Der Milchling ist eine Art der vorzugsweise mesophilen, heimischen Rotbuchenwälder. Er bevorzugt mehr oder weniger frische, basenarme bis basenreiche, schwach bis mäßig nährstoffreiche Braunerden. Mitunter kann man ihn zusammen mit Buche und/oder Fichten auch in Hainbuchen-Eichen-, Edellaubwäldern oder Forsten finden. Die Fruchtkörper erscheinen gewöhnlich von Ende Juli bis Ende Oktober.

## Verbreitung

Verbreitung des Rußfarbenen Milchlings in Europa. Grün eingefärbt sind Länder, in denen der Milchling nachgewiesen wurde. Grau dargestellt sind Länder ohne Quellen oder Länder außerhalb Europas.

Der Rußfarbene Milchling wurde in Nordasien (Japan), Nordafrika (Marokko), Nordamerika (USA) und Europa nachgewiesen. In Europa ist der Milchling zwar weit verbreitet, aber eher selten. Im Westen kommt er in Frankreich, den Beneluxstaaten und Großbritannien vor. In den Beneluxstaaten ist er selten bis sehr selten, in Großbritannien und Irland ist er weit gestreut, aber unterschiedlich dicht verbreitet und besonders auf der Irischen Insel nur selten. Auch in Mitteleuropa wurde der Milchling in allen Ländern nachgewiesen, ist aber nirgendwo häufig. In Norden soll er in Fennoskandinavien und Estland insgesamt selten sein, kann aber lokal häufiger vorkommen. In Norwegen ist er im Norden bis zum Nordkap und in Schweden bis nach Südlappland verbreitet.
In Deutschland ist der Milchling von der Küste bis zu den Alpen weit gestreut verbreitet, aber insgesamt selten. In Nordrhein-Westfalen und Mecklenburg-Vorpommern steht der Milchling auf der Roten Liste (RL3). In Österreich ist der Rußfarbene Milchling etwas häufiger und in der Schweiz verbreitet, aber ebenfalls nicht häufig.

## Systematik
Der Russbraune Milchling wurde 1782 von Karl von Krapf als Agaricus fuliginosus beschrieben und 1821 durch Elias Magnus Fries in dessen Werk Systema Mycologicum sanktioniert. 1838 stellte ihn Fries in seinem Werk „Epicrisis systematis mycologici“ in die Gattung Lactarius, sodass er seinen heute gültigen wissenschaftlichen Namen bekam. Lactifluus fuliginosus (Fr.: Fr.) Kuntze (1891) und Galorrheus fuliginosus (Krapf) P. Kummer (1871) sind zwei nomenklatorische Synonyme.
Der Name Lactarius fuliginosus wurde von einigen Autoren auch missinterpretiert und auf andere Taxa bezogen. So bezieht sich Lactarius fuliginosus im Sinne von Bresadola, L. fuliginosus var. montanus Neuhoff und Lactarius fuliginosus ssp. picinus (Fr.) Konrad & Maubl. auf Lactarius picinus, den Pechschwarzen Milchling und Lactarius fuliginosus f. speciosus J.E. Lange und teilweise auch Lactarius fuliginosus im Sinne von Neuhoff (1956) auf Lactarius romagnesii Bon, den Dunkelbraunen Buchen-Milchling, ein Taxon, das einige Autoren für synonym zu Lactarius fuliginosus halten. Viele Autoren halten auch das Taxon Lactarius azonites für synonym.
Das lateinische Artattribut (Epitheton) fuliginosus lässt sich mit „voll Ruß“ oder „berußt“ übersetzen und bezieht sich wie auch der deutsche Name auf die russartige Farbe des Milchlings.

### Infragenerische Systematik
Bon stellt den Russgrauen Milchling in die Sektion Fuliginosi, Heilmann-Clausen und Basso stellen den Milchling in die Sektion Plinthogali, die bei ihnen innerhalb der Untergattung Plinthogalus steht. Die Korallenmilchlinge, wie man die Vertreter der Sektion beziehungsweise Untergattung auch nennt, haben eine weiße Milch, die sich an der Luft rosa oder rötlich braun verfärbt. Ihre Hüte sind milchkaffeebraun, braun bis rußig schwarzbraun gefärbt und meist mehr oder weniger feinsamtig.

### Varietäten
L. fuliginosus var. albipes Lge. ex M. Bon hat im Gegensatz zum Typus einen weiß gefärbten Stiel und wächst im Eichenwald. Er wird heute dem Rauchfarbenen Milchling L. azonites zu geordnet.

## Bedeutung
Der Rußfarbene Milchling ist kein Speisepilz.